# Rejdová
Rejdová (bis 1927 slowakisch „Radová“; deutsch Neuhaus oder Neuhay, ungarisch Sajóréde – bis 1907 Rédova) ist eine Gemeinde im Osten der Slowakei, mit 721 Einwohnern (Stand 31. Dezember 2024), die zum Okres Rožňava, einem Kreis des Košický kraj gehört.

## Geographie
Die Gemeinde liegt im Südostteil des Slowakischen Erzgebirges am Osthang dessen höchsten Berges Stolica (1476 m n.m.). Im gebirgigen Gemeindegebiet entspringt der Fluss Slaná, der hier verschiedene Bäche zunimmt. Das Ortszentrum liegt auf einer Höhe von 582 m n.m. und ist 11 Kilometer von Dobšiná sowie 32 Kilometer von Rožňava gelegen.

## Geschichte
Rejdová entstand am Anfang des 16. Jahrhunderts nach der Grundlage des wallachischen Rechtes und wurde zum ersten Mal 1551 als Redowa schriftlich erwähnt. Der Ort jedoch entstand auf dem Platz zweier früheren Holzfäller-Ansiedlungen. Er gehörte zum Geschlecht Bebek sowie zum Herrschaftsgebiet der Burg Krásna Hôrka. 1672 brannte Rejdová nach einem türkischen Angriff nieder und die Pest von 1709 bis 1710 kostete 530 Menschen das Leben. Die Bevölkerung war und noch ist in Bergbau, Land- und Forstwirtschaft sowie Sennerei beschäftigt.

## Bevölkerung
| Jahr                | 1994 | 2004     | 2014    | 2024    |
| ------------------- | ---- | -------- | ------- | ------- |
| Anzahl der Personen | 647  | 719      | 776     | 721     |
| Unterschied         |      | +11,12 % | +7,92 % | −7,08 % |

| Jahr                | 2023 | 2024    |
| ------------------- | ---- | ------- |
| Anzahl der Personen | 723  | 721     |
| Unterschied         |      | −0,27 % |

Ergebnisse nach der Volkszählung 2001 (738 Einwohner):
| Nach Ethnie: - 90,92 % Slowaken - 7,05 % Zigeuner - 0,27 % Magyaren | Nach Religion: - 80,62 % evangelisch - 7,18 % römisch-katholisch - 5,28 % konfessionslos |

## Bauwerke
- evangelische Kirche im Renaissance-Stil aus dem 17. Jahrhundert
- erhaltene Volksarchitektur des 19. und frühen 20. Jahrhunderts